# Szendehely
Szendehely è un comune dell'Ungheria di 1.466 abitanti (dati 2001). È situato nella contea di Nógrád.